# The Reagans
The Reagans è un film televisivo del 2003 sul Presidente degli Stati Uniti Ronald Reagan e la sua famiglia. Diretto da Robert Allan Ackerman e basato sulla biografia First Ladies Volume II di Carl Sferrazza Anthony, il film è interpretato da James Brolin nel ruolo di Reagan e da Judy Davis in quello della First Lady Nancy Reagan.
La rete CBS aveva pianificato di trasmetterlo come una miniserie in due parti nel novembre 2003, ma alla fine venne trasmesso come film il 30 novembre di quell'anno sul canale via cavo Showtime a causa delle controversie sulla rappresentazione di Reagan.

## Trama
Il film copre il periodo di tempo che va dal 1949, quando Reagan era ancora ad Hollywood, al suo incarico di governatore della California, fino al suo ultimo giorno in carica come presidente nel 1989.
Nel 1968, Reagan perde la nomination repubblicana a favore di Richard Nixon. Alla fine dei suoi 8 anni di servizio come governatore della California nel 1975, Reagan gareggia per la nomination del partito repubblicano nel 1976. L'allora presidente Gerald Ford vince la nomination.
Patti Davis, una delle figlie di Ronald Reagan, è ritratta come una tossicodipendente.
Dopo il tentato assassinio di Reagan nel 1981, più tardi nello stesso anno alcuni jet americani vengono abbattuti dalla Libia.

## Controversia
Circa un mese prima della messa in onda prevista, parti della sceneggiatura trapelano. Come risultato di queste storie, la miniserie iniziò ad essere ampiamente criticata dai conservatori come una rappresentazione sbilanciata e imprecisa di Reagan. La CBS avrebbe ordinato una storia d'amore su Ronald e Nancy Reagan con la politica come sfondo, ma invece ricevette quello che in seguito affermarono essere un film apertamente politico. I sostenitori del film affermano che queste critiche erano semplicemente pregiudizi di parte e un tentativo di censurare un film perché non sempre ritraeva l'ex presidente in una luce positiva.
I conservatori iniziarono a criticare la miniserie prima che fosse trasmessa e sostenevano che metteva parole in bocca a Reagan e la condannavano come revisionismo storico di sinistra. Gran parte delle critiche si basavano sulle prime bozze della sceneggiatura e presentavano scene che non furono mai girate o che furono tagliate dalla versione finale. Alla fine, dopo diverse settimane di critiche esplicite da parte dei conservatori, il 4 novembre 2003, la CBS ritirò la miniserie dal palinsesto e annunciò che il programma "non presentava un ritratto equilibrato dei Reagan". La rete scelse invece di trasmettere la miniserie sul canale via cavo Showtime, che insieme alla CBS era di proprietà della Viacom.
La figlia di Reagan, Patti Davis, ha criticato la rappresentazione dei suoi genitori. Ha accusato i produttori dello show di "sbalorditiva negligenza e crudeltà" e ha detto che la sceneggiatura era "semplicemente idiota". Ha detto che suo padre è stato caricaturato come un "evangelista demente", mentre sua madre Nancy è stata dipinta come "una femmina di Attila l'Unno". "Rappresentare deliberatamente e calcolatamente le persone pubbliche come superficiali, intolleranti, fredde e inette, senza verità o fatti a sostegno delle rappresentazioni, è niente meno che malevolo". "E mio padre, ovviamente, non può correggere le bugie raccontate su di lui."